# Sif
Sif germán mitológiai alak, Thor felesége, Trúd anyja.
Sif főleg aranyhajával tűnt ki. Egy alkalommal Loki puszta csínytevésből megfosztja őt a hajától, de Thor arra kényszeríti, hogy a törpékkel új aranyhajat készíttessen Sifnek. Az elterjedt magyarázat szerint Sif a szántóföld megszemélyesítője, hajzata az aranyos vetés, melyet a nyári nap heve megérlel, s amely a sarló alatt le is hull, de nemsokára ismét kihajt. Mások Sifben felhőistenséget látnak.